# جيري فولر (سياسي بريطاني)
جيري فولر (بالإنجليزية: Gerald Fowler)‏ هو سياسي بريطاني، ولد في 1935، وتوفي في 1 مايو 1993. حزبياً، نشط في حزب العمال. في الانتخابات العامة في المملكة المتحدة 1966 ‏، انتخب عضو البرلمان الرابع والأربعون للمملكة المتحدة عن دائرة ذا ريكين (31 مارس 1966 – 29 مايو 1970) وفي الانتخابات العامة في المملكة المتحدة فبراير 1974 ‏، انتخب عضو البرلمان السادس والأربعون للمملكة المتحدة عن دائرة ذا ريكين خلال فترته النيابية ‏ (28 فبراير 1974 – 20 سبتمبر 1974) وفي الانتخابات العامة في المملكة المتحدة أكتوبر 1974 ‏، انتخب عضو البرلمان السابع والأربعون للمملكة المتحدة عن دائرة ذا ريكين خلال فترته النيابية ‏ (10 أكتوبر 1974 – 7 أبريل 1979).